# Eunice dharastii
Eunice dharastii — вид морських донних хижих багатощетинкових червів. Описаний у 2022 році.

## Назва
Вид названо на честь доктора Девіда Дхарасті, який зібрав типові зразки, пожертвував їх до Австралійського музею та спочатку припустив, що це новий для науки вид.

## Поширення
Вид поширений на східному узбережжі Австралії. Типові зразки зібрані вздовж пляжу поблизу містечка Нельсон-Бей. Мешкає на піщаному дні на глибині 1-8 м.